# Peter van Andel
Peter van Andel (27 oktober 1908 – 11 februari 1986) was een Nederlandse auteur.
Van Andel was bakkersknecht van beroep. In 1941 verscheen bij de Rotterdamse uitgeverij Brusse zijn debuutroman Zeven dagen arbeid. Deze roman leverde hem de 'Aanmoedigingsprijs' van het nationaalsocialistische Departement van Volksvoorlichting en Kunsten op. In 1942 verscheen van zijn hand de roman Daarom ruisen de bomen. Het jaar daarop verscheen zijn derde roman Frans Eldkom, een dwaas.
Van Andel was slotbewaarder van Slot Loevestein. Hij schreef daarover het boek Zes eeuwen Loevestein (1969). Zijn toenmalige vrouw, Reina van Assendelft, verzorgde de illustraties.
Een van hun vier kinderen, de jongste zoon Mark van Andel, trad in zijn vaders voetsporen en debuteerde in 1988 bij uitgeverij J.M. Meulenhoff met zijn literaire verhalenbundel Smeltend ijs.

## Publicaties (selectie)
- Peter van Andel: Zeven dagen arbeid. Rotterdam, W.L. & J. Brusse, 1941. (2e druk: 1944)
- Peter van Andel:  "Ik heb gezondigd". Baarn, De Boekerij, 1948
- Peter van Andel: Zes eeuwen Loevestein. Gorinchem, Noorduyn, 1969. (2e druk: 1972)
- Peter van Andel: Frans Eldkom, een dwaas. Arbeiderspers Rotterdam 1943
- Peter van Andel: Daarom ruisen de bomen. WL. & J. Brusse, (2e druk 1943)

- International Standard Name Identifier: 0000 0003 9066 1568
- Nederlandse Thesaurus van Auteursnamen: 068022115
- Virtual International Authority File: 284356950
- WorldCat: E39PBJw8VwfJCHwMqKmgYxWMT3